# Crkva sv. Kuzme i Damjana u Gornjem Humcu
Crkva sv. Kuzme i Damjana u selu Gornjem Humcu, općina Pučišća.

## Opis
Na vrhu brda Smrečevika na južnoj strani Brača smještena je predromanička crkva sv. Kuzme i Damjana. Jednobrodna građevina s polukružnom apsidom građena je lomljenim kamenom s obilnom upotrebom žbuke i pokrivena dvostrešnim krovom od kamenih ploča. Vrh glavnog pročelja je jednostavan kameni zvonik na preslicu. Unutrašnjost je raščlanjena s po tri niše na bočnim zidovima koje u podanku završavaju klupčicom te je presvođna bačvastim svodom. Na polukaloti apside su ostaci baroknih zidnih slikarija.

## Zaštita
Pod oznakom Z-5906 zavedena je kao nepokretno kulturno dobro - pojedinačno, pravna statusa zaštićena kulturnog dobra, klasificirano kao "sakralna graditeljska baština".